# Tricentra angulisigna
Tricentra angulisigna là một loài bướm đêm trong họ Geometridae.